# Tmarus songi
Tmarus songi là một loài nhện trong họ Thomisidae.
Loài này thuộc chi Tmarus. Tmarus songi được miêu tả năm 2009 bởi Han & Zhu.